# Mexicos historie
Mexicos historie begynder med bosættelser i området for mere end 20.000 år siden og fortsætter med de avancerede præ-columbianske indianske civilisationer i det nuværende Mexico, såsom mayaerne og aztekerne. Spaniernes ankomst i det tidlige 16. århundrede og deres sejr over aztekerne i 1521, markerede begyndelsen af Mexicos kolonitid som del af Nyspanien.
I 1810 erklæredes uafhængighed fra Spanien, hvilket førte til en lang krig, der endte med landets uafhængighed i 1821. Efter uafhængigheden blev det mexicanske territorium langsomt mindre, hvor land blev mistet og solgt til det invaderende USA (se den mexicansk-amerikanske krig). I 1860'erne led
landet under Frankrigs militære besættelse, der blev nedkæmpet af den mexicanske patriot Benito Juárez.
Porfirio Diaz' lange udemokratiske styre førte til den mexicanske revolution i 1910. Revolutionære styrker besejrede den føderale hær, men på grund af interne stridigheder, forblev landet i konflikt i yderligere to årtier. Fra slutningen af revolutionen, kontrollerede P.R.I. (Det Institutionelle Revolutionære Parti) landet indtil udgangen af det 20. århundrede.

## Forhistorie
Jæger/samler-folk menes at have have boet i Mexico for mere end 20.000 år siden. Der er fundet beviser på begyndende landbrug mellem 1500 og 900 f.Kr. Mellem 900 og 300 f.Kr., begyndte der at opstå mere komplekse kulturer. Fra 100 til 900 e.Kr. blev nogle af kulturerne til avancerede civilisationer som olmekerne, toltekerne, mayaerne og aztekerne. Aztekerne herskede over meget af Mexico omkring år 1200.

## Præ-columbiansk Mexico
Det nuværende Mexico dækker et område hvor flere præ-columbianske Mesoamerikanske civilisationer såsom mayaernes, olmekernes, toltekernes og aztekernes kulturer udviklede sig og trivedes i århundreder før den første kontakt med europæerne. Det moderne navn "Mexico" kommer enten fra en aztekisk gud kaldet Mextli eller fra navnet på aztekernes herskende gruppe, "Meshika"'erne.

## Spaniernes erobring
De indfødte kulturer blev invaderet og koloniseret af Spanien fra 1519. Francisco Hernández de Córdoba udforskede det sydlige Mexicos kyster i 1517 og Juan de Grijalva gjorde det samme i 1518. Den vigtigste af de første conquistadorer var Hernán Cortés, der ankom til landet i 1519 via en kystby som han omdøbte til "Puerto de la Villa Rica de la Vera Cruz" (i dag Veracruz). Aztekerne, den dominerede indfødte befolkningsgruppe i landet på den tid, troede (ifølge gamle myter) at de spanske conquistadorer var folk sendt af guderne, så de gjorde i begyndelsen kun ringe modstand mod conquistadorernes fremtrængen, men da det blev klart at spanierne ikke var guder, begyndte aztekerne at gøre modstand. Efter flere slag hvor de spanske styrker var tæt på at blive besejret, lykkedes det erobrerne at omringe og belejre indbyggerne i Tenochtitlán, hovedstaden i det aztekiske rige, der måtte se sig totalt besejret i 1521. Spanierne havde overlegen militærteknologi, blandt andet skydevåben, armbrøster, våben af jern og stål, samt heste; desuden havde spanierne også bragt sygdomme fra den gamle verden med sig, mod hvilke den indfødte befolkning ingen immunitet havde. Sygdommene blev pandemiske og udslettede store dele af den indfødte befolkning.
Med erobringen blev en ny etnisk gruppe dannet: Mestitserne, fordi erobrerne fik børn med indfødte kvinder og på den måde blandede begge kulturer.
Under kolonitiden, som varede fra 1521 til 1821, var Mexico kendt som "Nueva España" eller "Nyspanien", hvis territorier omfattede det nuværende Mexico og et område af samme størrelse i det nuværende sydvestlige USA.

## Uafhængighedskrig
Uafhængighedskrigen begyndte den 16. september 1810 og blev ført an af Miguel Hidalgo, en præst af spansk afstamning med progressive ideer. Efter Napoleon I invaderede Spanien og satte sin bror på den spanske trone, modsatte konservative mexicanere og rige godsejere, der støttede Spaniens kongelige Bourbon-familie, sig den forholdsvis mere liberale napoleonske politik. Dermed blev en usandsynlig alliance dannet i Mexico: liberales, som støttede et demokratisk Mexico, og conservadores, der støttede et Mexico regeret af en monark fra Bourbon-familien, der kunne genindføre den gamle status quo. Det eneste disse to grupper var enige om, var at Mexico skulle være uafhængigt og afgøre sin egen skæbne.
Vigtige personer i Mexicos uafhængighedskrig var Fader José María Morelos, Vicente Guerrero, General Agustín de Iturbide og General Antonio López de Santa Anna. Uafhængighedskrigen varede i 11 år, før befrielsestropper i 1821 indtog Mexico City. Selvom uafhængigheden fra Spanien blev erklæret i 1810, blev den altså ikke opnået før i 1821.
I 1821 udnævnte Agustín de Iturbide, en forhenværende spansk general der skiftede side for at kæmpe for Mexicos uafhængighed, sig selv som kejser – officielt som en midlertidig foranstaltning indtil et medlem af en europæisk kongefamilie kunne blive overtalt til at blive mexicansk monark. Et oprør mod Iturbide i 1823 medførte oprettelsen af Republikken Mexico. I 1824 blev Guadalupe Victoria det nye lands første præsident; hans rigtige navn var Félix Fernández, men han valgte sit nye navn på grund af symbolikken: Guadalupe som tak for Vor Frue af Guadalupes beskyttelse og Victoria som betyder Sejr.

## Kreolsk konservatisme og kampen for liberale reformer
Mange præsidenter kom og gik, hvilket medførte en lang periode med ustabilitet, som varede det meste af det 19. århundrede. Den dominerede person i århundrets anden fjerdedel var diktatoren Antonio López de Santa Anna.
I den periode mistedes mange af de nordlige områder til USA. Santa Anna var Mexicos leder under konflikten med Texas, der erklærede sig uafhængig fra Mexico i 1836, og under den mexicansk-amerikanske krig (1846-48). Et af de mindeværdige slag fra USA's invasion af Mexico i 1847, var da unge kadetter (der nu betragtet som nationalhelte) fra militærakademiet kæmpede til døden mod en stor hær bestående af erfarne soldater i slaget ved Chapultepec (13. september 1847). Lige siden den krig har mange mexicanere følt sig krænkede over tabet af så meget mexicansk område, noget af området blev tabt ved tvangsforanstaltninger og andet frasolgt billigt af diktator Santa Anna for at berige sig selv.
I 1855 blev Ignacio Comonfort, leder af den selvbeskrevne moderate gruppe, valgt som præsident. Moderado'erne prøvede at finde den gyldne middelvej mellem nationens liberale og konservative. Mens Comonfort var præsident lavede man et udkast til en ny forfatning. Den mexicanske forfatning af 1857 fastholdt mange af den romerske-katolske kirkes rettigheder og indtægter fra kolonitiden, men i modsætning til den tidligere forfatning, erklærede den ikke at katolicismen var nationens eneste religion. Sådanne reformer kunne hverken accepteres af de kirkelige ledere eller de konservative, Comonfort og medlemmer af hans administration blev lyst i band, og et oprør begyndte.
Dette førte til reformkrigen, fra januar 1858 til januar 1861. Denne borgerkrig blev mere og mere blodig og polariserede nationens politik. Mange af Moderado'erne gik over til Liberales, overbeviste om at kirkens store politiske magt skulle begrænses. I nogen tid havde de liberale og konservative deres egne regeringer, de konservative i Mexico City og de liberale i Veracruz. Krigen sluttede med de liberale som sejrherrer, og den liberale præsident Benito Juárez – landets første indiansk fødte præsident – flyttede sin administration til Mexico City.

## Fransk intervention og en kejser
Benito Juárez' (1858-72) præsidentperiode blev afbrudt af Habsburg-monarkiets herredømme over Mexico (1864-67). De konservative prøvede at indføre et monarki ved at være medvirkende til at få en ærkehertug fra Østrigs kongehus til Mexico, kendt som Maximilian af Habsburg (hustru Carlota af Habsburg) med militær støtte fra Frankrig, som var interesseret i et udnytte de righoldige miner i den nordvestlige del af landet.
Selvom Frankrig, som man på det tidspunkt anså for at have en af verdens mest effektive hære, i begyndelsen tabte slaget ved Puebla den 5. maj 1862 (nu fejret som helligdagen Cinco de Mayo) slog de til sidst den mexicanske regerings styrker anført af general Ignacio Zaragoza og satte Maximilian på tronen som kejser af Mexico. Maximilian af Habsburg var fortaler for oprettelsen af et monarki som delte magten med en demokratisk valgt kongres. Det var for liberalt for Mexicos konservative, mens de liberale nægtede at acceptere en monark, hvilket medførte at Maximilian kun havde få entusiastiske tilhængere i Mexico. Maximilian blev til sidst taget til fange og henrettet i Cerro de las Campanas, Querétaro, af styrker der var tro mod præsident Benito Juárez, som havde holdt den føderale regering i gang under den franske intervention, der fik Maximilian til magten. I 1867 blev republikken gendannet og en ny forfatning skrevet, som blandt andet konfiskerede den katolske kirkes store landområder (kirken havde fungeret som godsejer for over halvdelen af landet), tillod borgerlige vielser og forbød præsters deltagelse i politik (adskillelse af kirken og staten).
Efter sejren var der konservativ bitterhed mod præsident Juárez (som de mente fik for megen magt, og som selv ønskede genvalg), hvorfor en af hærens generaler, Porfirio Díaz, gjorde oprør mod regeringen med sin offentliggørelse af Tuxtepec-planen i 1876.

## Lov og orden, fremgang og Díaz' diktatur
Porfirio Díaz blev ny præsident. I en periode på mere end 30 år (1876-1911) mens han var den stærke mand i Mexico, blev landets infrastruktur kraftigt forbedret takket være investeringer fra andre lande. Denne periode med relativ velstand og fred er kendt som Porfiriato'en. Men befolkningen var ikke tilfreds med styret under Porfiriato'en. Investorer blev tiltrukket fordi arbejdslønnen var meget lav, hvilket medførte dybe sociale kløfter; kun en lille gruppe investorer (inden- og undenlandske) blev rige, mens størstedelen af befolkningen forblev i håbløs fattigdom. Demokratiet var fuldstændig undertrykt og politisk uenighed blev håndteret på undertrykkende og ofte brutal vis (se eksempelvis Nogales, Veracruz).

## Den mexicanske revolution
I 1910 besluttede den 80 år gamle Díaz sig for at afholde valg, så han kunne få endnu en præsidentperiode. Han mente at han for længst havde udelukket alle seriøse modstandere i Mexico; men Francisco I. Madero, en akademiker fra en velhavende familie, valgte at stille op som modkandidat og fik hurtigt udbredt støtte i befolkningen, selvom Díaz fængslede ham. Da det officielle valgresultat blev offentliggjort, blev Díaz udråbt til at have fået næsten samtlige stemmer, mens Madero i alt kun havde fået nogle få hundrede stemmer i hele landet. En så åbenlys valgsvindel var mere end hvad befolkningen ville gå med til og der udbrød uroligheder. Madero forfattede et dokument kendt som Plan de San Luis, hvori han opfordrede det mexicanske folk til den 20. november 1910 at gribe til våben og kæmpe mod Porfirio Díaz regering. Dermed begyndte hvad der nu er kendt som den Mexicanske revolution (Revolucion Mexicana). Madero blev fængslet i San Antonio, Texas, man hans plan fungerede på trods af at han sad i fængsel. Den føderale hær blev slået af de revolutionære styrker anført af, blandt andre, Emiliano Zapata i syd, Pancho Villa og Pascual Orozco i nord, samt Venustiano Carranza. Porfirio Díaz tog sin afsked i 1911 for "den offentlige ro og ordens skyld" og gik i eksil i Frankrig, hvor han døde i 1915.
De revolutionære ledere havde mange forskellige mål; lederne spændte lige fra liberale som Madero til radikale som Emilano Zapata og Pancho Villa. Af den grund blev det meget svært at nå til enighed om hvordan de sejrende revolutionære gruppers nyudklækkede regering skulle organiseres. Resultatet blev en kamp om kontrollen over Mexicos regering, i en konflikt som varede i mere end tyve år. Dette tidsrum betrages almindeligvis som en del af den mexicanske revolution, selvom den også kan betragtes som en borgerkrig. Præsidenterne Francisco I. Madero (1911), Venustiano Carranza (1920) og de tidligere revolutionære ledere Emiliano Zapata (1919) og Pancho Villa (1923) blev alle, blandt mange andre, snigmyrdet i dette tidsrum.
Efter Díaz' tilbagetræden og en kort reaktionær overgangsperiode, blev Madero valgt som præsident i 1911. Han blev fordrevet og dræbt i 1913 af den reaktionære general Victoriano Huerta, som atter styrtedes 1914 af en koalition af liberale og radikale. Venustiano Carranza, en tidligere revolutionær general som blev en af flere præsidenter i denne turbulente tid, offentliggjorde den 5. februar 1917 en ny forfatning. Den Mexicanske forfatning af 1917 er stadig gældende.
I 1920 blev Álvaro Obregón præsident. Han opfyldte alle det mexicanske samfunds krav, bortset fra de mest reaktionære gejstliges og godsejeres, og gennemførte med succes social liberalisering, særligt inddæmmelsen af den katolske kirkes rolle, forbedrede undervisningen og bevægede sig mod større ligestilling for kvinder.
Blandt borgerkrigens temaer i 1920'erne og 1930'erne var kampe mellem fortalerne for et verdsligt samfund hvor kirke og stat var adskilte, og dem der var fortalere for den romersk-katolske kirkes overhøjhed. Denne kamp kaldes nogle gange "la Guerra Cristera".

## Stabilisering og institutionaliseret revolution
I 1929 blev det Nationale Mexicanske Parti, PNM, dannet af den siddende præsident, general Plutarco Elías Calles. (Partiet kom senere til at hedde PRI eller Partido Revolucionario Institucional som regerede landet i resten af det 20. århundrede.) Det lykkedes PNM at overtale de fleste tilbageværende revolutionære generaler til at opløse deres personlige hære og oprette den mexicanske hær, hvorfor denne oprettelse af nogle betragtes som den egentlige slutning på den mexicanske revolution.
Præsident Lázaro Cárdenas del Río kom til magten i 1934 og omdannede Mexico fra dets oprindelse: Han sendte den sidste general med diktatoriske ambitioner i eksil, fik forenet de forskellige kræfter i PRI og sørgede for at partiet kunne regere uden modstand i årtier fremover uden interne stridigheder. Han nationaliserede oileindustrien den 18. marts 1934, nationaliserede el-industrien, oprettede det Nationale Polytekniske Institut, gav asyl til landsforviste spaniere som flygtede fra Den Spanske Borgerkrig, påbegyndte en jordreform, begyndte at uddele gratis undervisningsmateriale til børn, samt fulgte en politik der, på godt og ondt, har haft betydning for udviklingen af Mexico indtil til dags dato.
Manuel Ávila Camacho, Cárdenas' efterfølger, ledede overgangen fra den revolutionære tid til PRI's maskinelle politik der varende indtil år 2000. Camacho, der bevægede sig væk fra det nationalistiske ønske om at være selvforsynende, foreslog at gøre landet attraktivt for internationale investeringer, som Madero næsten to generationer tidligere havde været fortaler for. Under Camachos ledelse blev lønstigninger sat i bero, strejkeretten undertrykt og politiske modstandere blev forfulgt med en lov der forbød "kriminel social afvikling". I denne periode forbrød PRIs ledelse sig også mod den tidligere jordreform; Miguel Alemán, Camachos efterfølger, fik sågar paragraf 27 udvidet til at beskytte eliten blandt godsejerne.
Selvom PRIs ledelse opnåede økonomisk vækst og relativ velstand i næsten tre årtier efter 2. verdenskrig, kollapsede den økonomiske styring flere gange og den politisk uro voksede i slutningen af 1960'erne, med Tlatelolco-massakren i 1968 som kulminationen. I 1970'erne begyndte fremtiden at se knap så lys ud og økonomiske kriser påvirkede landet i 1976 og 1982, hvorefter bankerne blev nationaliseret efter at have fået skylden for de økonomiske problemer. I begge tilfælde blev den mexicanske møntenhed, pesoen, devalueret, og siden den gang har det været almindeligeligt at forvente en stor devaluering og en lavkonjunkturperiode, efter en præsidentembedsperiode er afsluttet (hvert sjette år). Krisen der fulgte i kølvandet på en devaluering af pesoen sidst i 1994, kastede Mexico ud i et økonomisk kaos der udløste den værste lavkonjunkturperiode i over et halvt århundrede.

## PRIs fald
Efter valget i 1988, der var stærkt omdiskuteret og som regeringspartiet muligvis tabte, blev IFE (Instituto Federal Electoral – Det Føderale Valginstitut) oprettet i begyndelsen af 1990'erne. Det drives af almindelige borgere og holder øje med at valg afholdes på lovlig og retfærdig vis. Som en følge af dette, vandt Vicente Fox Quesada fra PAN (Partido Acción Nacional, det Nationale Handlingsparti) det føderale valg den 2. juli 2000, og begge kongressens kamre har nu medlemmer fra flere forskellige partier tilhørende alle politiske overbevisninger.
Igangværende økonomiske og sociale problemer er blandt andre lave lønninger, stor arbejdsløshed hos en stor del befolkningen, uretfærdig indkomstfordeling, modstand mod demokratisk forandring i gamle PRI-højborge, samt få udviklingsmuligheder for den overvejende indianske befolkning i de fattige sydlige delstater, selvom det mexicanske regering har arbejdet på at gøre noget ved disse problemer.